# The Animals in Screen Bootleg 1
『The Animals in Screen Bootleg 1』（ジ・アニマルズ・イン・スクリーン・ブートレグ・ワン）は、Fear, and Loathing in Las Vegasの映像作品。2021年7月7日にワーナーミュージック・ジャパンから発売された。

## 概要
自身4作目となる映像作品であり、前作同様DVDとBD（Blu-ray Disc）の2形態でのリリースとなる。
2020年12月17日に開催された自身初となるオンラインライブ「FaLiLV On-Line Live」の映像に加え、「The Stronger, The Further You'll Be」「Massive Core」「The Gong of Knockout」の全3曲のミュージックビデオを収録。
また、今作に封入されている「シリアルコードA」、9/1発売「The Animals in Screen Bootleg 2」に封入されている「シリアルコードB」を集めて特設サイトにアクセスすると、「FaLiLV On-Line Live」「FaLiLV On-Line Live2」でそれぞれ使用されたLIVE SE音源がダウンロード可能となっている。
予約特典は、店頭予約の場合はB2サイズのソロアー写ポスター5種のうち1種、WEB予約の場合はA4サイズのクリアファイルとなっている。
2021年11月11日には、観客を入れた本作の完全再現ライブを開催予定。

## 備考
会場に選ばれたのは渋谷にあるVeats SHIBUYAである。オンラインライブをするにあたって様々な角度からメンバーを見せたいという気持ちがあり、お客さん全員が最前列でバンドの細かいところまで観ているというイメージで円形にセットし、カメラも普段のライブでは観られないようなところを見せようと意識したという。
メンバーのMinamiは「会場に自分たちとスタッフさんしかいない状態で、お客さんはまったくいませんが画面越しに観てくれているという状況は新鮮でした。ただ最初のほうはちょっと戸惑うというか、目のやり場に困る感じがあって。お客さんのいるライヴだと、後ろのほうのお客さんを見ながら歌ったり、お客さんの表情を見ながらやるのが当たり前になっていたので、お客さんがいる感じでやるのか、カメラ目線でやるのかというところは、少し難しいなと感じていました。でも途中からはライヴとはまた全然別物だなとわかってきましたし、時間が経つにつれ慣れてきたので楽しめました」と語る。
また全力でパフォーマンスしているのを観られているという点では、どちらかというとMVや収録の演奏に近いとも述べ、画面の向こうのファンがリアルタイムで観てくれていることを意識して、普段のライブではあまり意識しないカメラ目線でやってみたりしたという。

## 収録映像
| #   | タイトル                                                            | 作詞 | 作曲・編曲 |
| --- | ------------------------------------------------------------------- | ---- | ---------- |
| 1.  | 「Just Awake」(#1-20: ライブ映像 2020.12.17 "FaLiLV On-Line Live")  |      |            |
| 2.  | 「The Stronger, The Further You'll Be」                             |      |            |
| 3.  | 「Rave-up Tonight」                                                 |      |            |
| 4.  | 「Crossover」                                                       |      |            |
| 5.  | 「Shake Your Body」                                                 |      |            |
| 6.  | 「Keep the Heat and Fire Yourself Up」                              |      |            |
| 7.  | 「Accept Each Other's Sense of Values」                             |      |            |
| 8.  | 「LLLD」                                                            |      |            |
| 9.  | 「Let Me Hear」                                                     |      |            |
| 10. | 「Where You Belong」                                                |      |            |
| 11. | 「Shape of Trust」                                                  |      |            |
| 12. | 「Sparkling Sky Laser」                                             |      |            |
| 13. | 「Believe Yourself」                                                |      |            |
| 14. | 「Chase the Light!」                                                |      |            |
| 15. | 「Acceleration」                                                    |      |            |
| 16. | 「世界はそれを愛と呼ぶんだぜ」                                      |      |            |
| 17. | 「Party Boys」                                                      |      |            |
| 18. | 「Twilight」                                                        |      |            |
| 19. | 「Virtue and Vice」                                                 |      |            |
| 20. | 「Massive Core」                                                    |      |            |
| 21. | 「The Stronger, The Further You'll Be」(#21-23: ミュージックビデオ) |      |            |
| 22. | 「Massive Core」                                                    |      |            |
| 23. | 「The Gong of Knockout」                                            |      |            |

## 演奏
- So : Vocal
- Minami : Vocal, Keyboard
- Taiki : Guitar, Vocal, Chorus
- Tomonori : Drums
- Tetsuya : Bass Guitar, Chorus